# Deelneming (onderneming)
Een deelneming is in algemene zin een belang van een persoon in een onderneming die door een andere persoon gedreven wordt. De term heeft voor verschillende doeleinden specifieke betekenissen.

## Ondernemingsrecht of Rechtspersonenrecht

### Nederland
In Nederland heeft volgens artikel 2:24c Burgerlijk Wetboek een rechtspersoon of een niet-rechtspersoonlijkheid bezittende vennootschap (bijvoorbeeld een vennootschap onder firma) een deelneming in een rechtspersoon indien eerstgenoemde of één of meer van zijn dochtermaatschappijen alleen of samen voor eigen rekening aan die rechtspersoon kapitaal verschaffen of doen verschaffen teneinde met die rechtspersoon duurzaam verbonden te zijn en ten dienste van de eigen werkzaamheid. Indien eerstgenoemde 20% of meer van het geplaatste kapitaal in de rechtspersoon verschaft, wordt het bestaan van een deelneming vermoed.

## Bedrijfseconomie
Deelneming betekent in de bedrijfseconomie dat een bedrijf een bepaald deel van de aandelen van een ander bedrijf in bezit heeft. Een deelneming moet op de balans geboekt worden als een onderdeel van de vaste activa.
Een bedrijf kan om verschillende redenen deelnemen in een ander bedrijf:
- Deelnemen om de eigen positie te versterken om zo op termijn het bedrijf volledig over te nemen.
- Deelnemen om het bedrijf te ondersteunen met een kapitaalinvestering (zo ondersteunde Microsoft haar concurrent Apple met een investering om de beschuldigingen van volledige monopolisering tegen te gaan).
- Deelnemen puur als investering wordt met name door banken en verzekeringsmaatschappijen gedaan om extra middelen rendabel weg te zetten.

## Fiscaal

### Nederland
In de Nederlandse vennootschapsbelasting wordt de term deelneming gebruikt voor een belang waarop de zogenoemde deelnemingsvrijstelling van toepassing kan zijn. Van een deelneming in deze zin is onder meer sprake indien een belastingplichtige voor de vennootschapsbelasting een aandelenbelang heeft in een andere vennootschap waarvan het kapitaal geheel of ten dele in aandelen is verdeeld en dat belang ten minste 5% van het nominaal gestorte aandelenkapitaal van die andere vennootschap bedraagt.